# Tesla Cybertruck
Tesla Cybertruck — електричний пікап у стилі кіберпанку, який випускає Tesla Inc. з 2023 року. 
Його вантажність — майже 1,6 т. Залежно від моделі на одному заряді проїжджатиме від 400 до 800 км. До 100 км/год версія Cyberbeast розганяється за 2,8 секунди. Стартова ціна за найдешевшу модель — $60,000. Серійні поставки почалися в листопаді 2023 року..

## Історія розвитку
2013 року Ілон Маск заявив про бажання побудувати вантажівку із пневматичною підвіскою, що динамічно корегувала б навантаження та зберігала правильний кут нахилу авто. 2016 року він поточнив, що вона матиме шасі для пікапа, а її розмір та потужність дозволять перевозити інший пікап. За буксирувальною здатністю Cybertruck дожене, або і перевершить Ford F-150.
У червні 2018 року Маск запитав у Твіттері, пікап із якими особливостями користувачі хотіли б отримати. У результаті він отримав майже 27 тис. відповідей. Дещо із запропонованого дійсно впровадили у дизайні авто.
У листопаді 2019 року керівник SpaceX і Tesla Inc. написав, що у разі виконання кабіни герметичною, цей пікап можна буде використовувати як марсохід. Щодо дизайну Cybertruck, то він навіяний фільмами «Шпигун, який мене кохав» про Джеймса Бонда та «Той, хто біжить по лезу». Маск звернув увагу, що представлення авто відбудеться у той же рік і у тому ж місті, що і в сюжеті останнього фільму, а саме: 21 листопада 2019 року у Лос-Анджелесі.
Після презентації багато критиків висловилися негативно стосовно дизайну авто, соцмережі замайоріли фотожабами, а ціна акцій Tesla inc. впала на 6 %.
Для передзамовлення Cybertruck всі охочі могли внести депозит розміром 100$. За два дні компанія отримала 146 тис. замовлень на новий пікап, серед яких 42 % — на модель із двома двигунами, 41 % — із трьома і 17 % — на одномоторний Cybertruck. Загалом, у США за рік продається близько 2 млн пікапів, середня ціна яких сягає $50 тис.
19 квітня 2024 Tesla оголосила про відкликання майже 4000 автомобілів через проблему з педаллю газу. Це багато, якщо не всі Cybertruck, що їздять у США.

## Опис

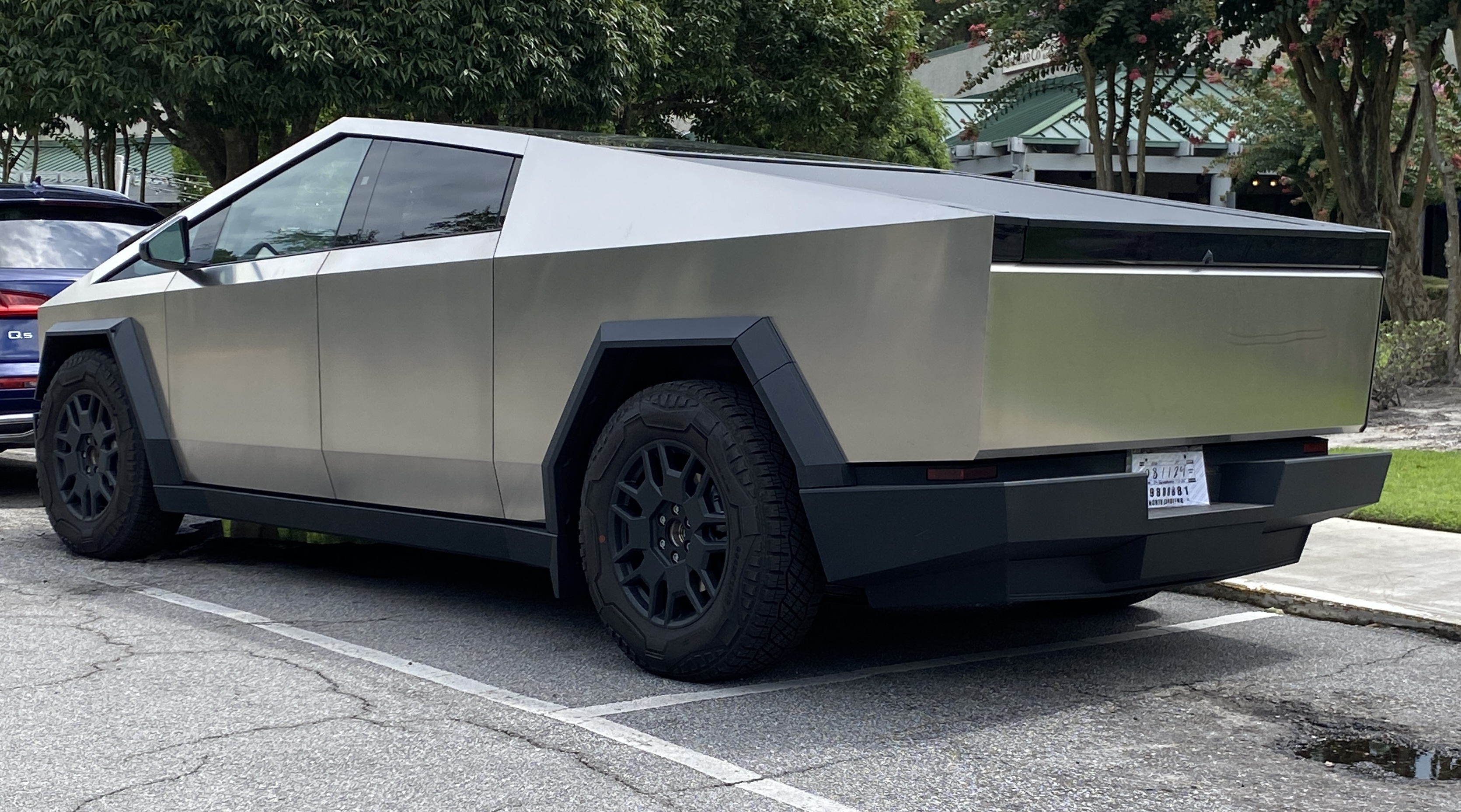
Вигляд ззаду

На думку Ілона Маска, Cybertruck може виглядати «занадто футуристично для багатьох людей». Він схожий на бронетранспортер майбутнього і буде куленепробивним. Його кузов виготовлятимуть із нефарбованої 3-міліметрової неіржавної сталі, яку SpaceX використовує у будівництві ракети BFR. Ця сталь витримує постріли патронами 9 мм, хоча офіційної сертифікації на куленепробійність не проводилося. Схожий на оригамі дизайн авто, а конкретно — його пласкі форми, Маск пояснив складністю обробки холоднокатаної сталі, під час штампування якої ламаються штампи.
У салоні чотиридверного авто із панорамним дахом розміщено шість великих сидінь (по три у ряд), кермо у стилі гоночної машини, планшет діаметром 17" та підключений до камери екран, замість дзеркала заднього виду.

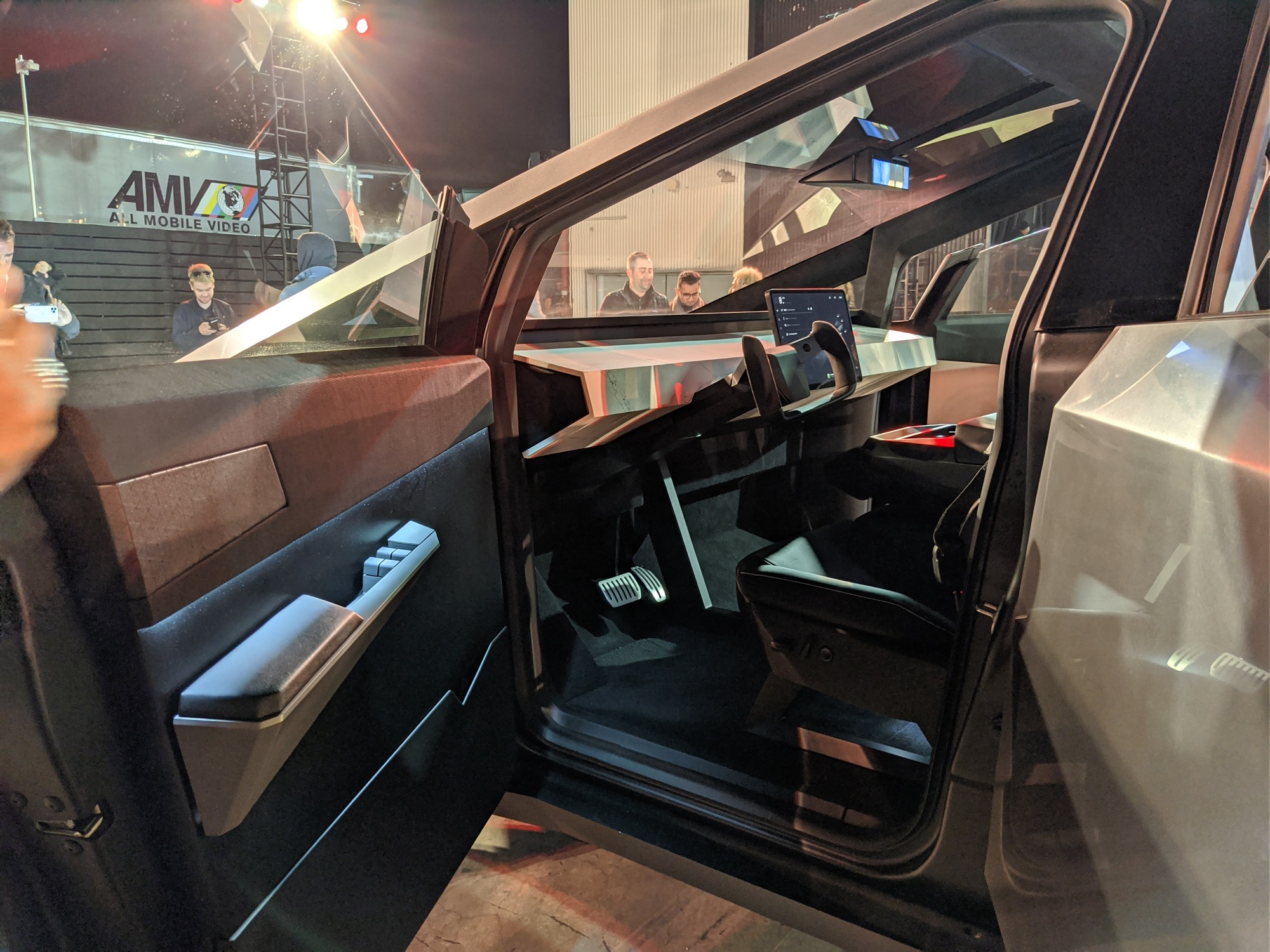

Багажник довжиною 2 м та простором для перевезення вантажу у 2,8 м3 обладнали відкидною рампою. Згори він накривається тонованим покриттям, що витримує вагу людини.
Воно необхідне для покращення аеродинамічних характеристик пікапа і, за потреби, автоматизовано складається, як ролета. Вбудовані інвертор та компресор дозволяють застосовувати авто як генератор (110 і 220 В) та підключати до нього електро- чи пневмоінструмент. Додатково замовлені сонячні панелі даватимуть можливість отримувати енергію, достатню, щоб проїжджати до 50 км на день. За бажанням клієнта кольору авто можуть надати, використовуючи вініл.
Всі моделі матимуть Tesla Autopilot, але можливість підключення функції повної самокерованості автомобіля, яку компанія наразі активно розробляє, коштує додаткивих $7 тис. Камери та сонар сприяють автоматизованому паралельному паркуванню.
Cybertruck проїжджатиме на одному заряді від 400 до 800 км і звісно буде сумісний із заряджальними станціями Tesla Supercharger (250+ кВт). Він матиме 6,35 т буксирувальної потужності і кліренс — до 40 см. Найдешевшу модель обладнають двома двигунами і повним приводом. Тримоторна версія буде також повноприводною.

### Силовий агрегат
Tesla використовує платформний підхід до компонентів двигун/редуктор — використовуючи лише один двигун із постійним магнітом ротор/статор, один індукційний двигун ротор/статор, єдиний двигун інвертор дизайн і єдиний редуктор дизайн — для всіх трьох конфігурацій Cybertruck: тримоторний повний привід, двомоторний повний привід і одномоторний задній привід із 845 к. с. (630 кВт) на тримоторній версії до 315 к. с. (235 кВт) у версії з одним двигуном. Усі компоненти двигун/редуктор для кожного двигуна розміщено в інтегрованому вузлі з рідинним охолодженням, який включає ротор/статор, інвертор і редуктор 15:1.
У версії AWD із подвійним двигуном використовується асинхронний двигун на передній осі з максимальною потужністю 303 к. с. (226 кВт) і двигун із постійними магнітами на задній осі з максимальною потужністю 297 к. с. (221 кВт) із загальною вихідною потужністю 600 к. с. (450 кВт).
Версія з повним приводом із трьома двигунами — «Cyberbeast» — змінює розташування двигуна (постійний магніт на передню вісь, асинхронний двигун на задню вісь) і додає другий асинхронний двигун на задню вісь, пропонуючи максимальну сукупну потужність 845 к. с. (630 кВт) у режимі звіра, розділено на 276 к. с. (206 кВт) для переднього двигуна та 284 к. с. (212 кВт) для кожного заднього двигуна.
Версія із заднім приводом, оголошена для виробництва у 2025 році, буде оснащена двигуном з одним постійним магнітом на задній осі.
| Модель                          | Потужність, к.с. | Крутний момент, Нм | Пробіг на одному заряді, км | Розгін до 100 км/год | Максим. швидк.[прояснити], км | Вантаж, кг | Буксир. спроможн, кг | Ціна      |
| ------------------------------- | ---------------- | ------------------ | --------------------------- | -------------------- | ----------------------------- | ---------- | -------------------- | --------- |
| Rear-wheel drive (single-motor) | 315              |                    | 402+                        | <6,5 с               | 177                           | 1588       | 3402+                | US$60,000 |
| Dual-motor AWD                  | 600              |                    | 550+                        | <4,3 с               | 180                           | 1588       | 4536+                | US$79,990 |
| Tri-motor AWD "Cyberbeast"      | 845              | 900                | 515+                        | <2,8 с               | 210                           | 1588       | 6350+                | US$99,900 |

## Розкриття концепції

Логотип Cybertruck

21 листопада 2019 року у Лос-Анджелесі (Готорн) Cybertruck концепт було вперше представлено на публічний огляд. Неприємним сюрпризом для господаря заходу Ілона Маска (на який він відреагував словами «Oh my f@ing god») стало те, що під час запланованого кидання у вікно автомобіля сталевої кульки (для підтвердження високої міцності скла) Франц фон Гольцгаузен серйозно пошкодив його, хоча повністю воно не розбилося. Також по дверцятах били молотом, і вони гідно витримали це випробування. Пізніше Маск виклав відео попереднього тестування вікон, яке було пройдено вдало.
Показали відео із перетягуванням канату між Cybertruck та Ford F-150, який наразі є найпопулярнішим пікапом у США та в середньому коштує $46,7 тис. Змагання виграв пікап Tesla.
Наприкінці заходу на сцену виїхав Cyberquad — квадроцикл, спроектований у одному стилі із Cybertruck. Використовуючи рампу від пікапа, його завантажили у кузов та поставили заряджатися, у розетку в автомобілі.

## Інциденти

1 січня 2025 року приблизно о 8:39 ранку за північноамериканським тихоокеанським часом автомобіль Tesla Cybertruck вибухнув біля головного входу готелю Trump International Hotel Las Vegas у місті Парадайз, штат Невада, США. 
Єдиний пасажир автомобіля загинув від пострілу в голову, який він здійснив самостійно безпосередньо перед вибухом, а семеро перехожих отримали поранення внаслідок вибуху. Влада встановила, що у вантажівці знаходилися феєрверки та газові балони, які спричинили вибух і пожежу.